# Thelma Wood
Thelma Ellen Wood, née le 3 juillet 1901 et morte le 10 décembre 1970, est une artiste américaine spécialisée dans le dessin à la pointe d'argent. Elle est aussi connue pour sa relation avec Djuna Barnes qui a été romancée dans le roman Le Bois de la nuit.

## Biographie
Thelma Wood naît à Mankato, dans le Kansas, elle est la deuxième d'une famille de quatre enfants. En 1918, sa mère et son jeune frère succombent à l'épidémie de grippe espagnole. C'est à cette période que Thelma Wood s'inscrit à la St. Louis School of Fine Art de l'université de Washington. Elle y apprend la technique du dessin à la pointe d'argent, pour laquelle elle est reconnue. En 1920, avec une autre étudiante en art, Myra Marglous, elle demande un passeport et part à Paris pour continuer ses études d'art. 

### Carrière artistique
Peu d'œuvres de Thelma Wood nous sont parvenues, mais nombre de ses dessins sont conservés dans la collection de Djuna Barnes, sa compagne de 1921 à 1927. 
Un carnet de croquis d'un voyage à Berlin est conservé dans les Barnes Papers de l'université du Maryland. Son travail s'inspire fortement d'images de la nature,. Ses dessins à la pointe d'argent ont été exposés au moins une fois, aux Milch Galleries de New York en 1931, où la critique Mary Fanton Roberts a évalué favorablement son travail.
Lors de son séjour à Paris, Thelma Wood côtoie le cercle de Natalie Clifford Barney et l'artiste Romaine Brooks, l'éditrice et libraire Sylvia Beach, l'écrivaine Gertrude Stein ou la journaliste Janet Flanner.

### Vie amoureuse
Au début des années 1920, Thelma Wood entretient une brève relation avec la poète Edna St. Vincent Millay. À l'automne 1921, elle rencontre la photographe Berenice Abbott avec qui elle est en couple pendant quelque temps, et avec qui elle reste amie toute sa vie. C'est Berenice Abbott qui présente Djuna Barnes à Thelma Wood. La photographe a fait plusieurs portraits des deux femmes.
La relation de Thelma Wood et Djuna Barnes dure de 1923 à 1931,, elle se termine à la suite de la liaison de Thelma Wood avec une riche femme, Henriette (Henrietta) Alice McCrea-Metcalf (en), mettant fin à sa relation avec Djuna Barnes,. Malgré leur séparation, Thelma Wood continue à écrire et à rendre visite à Djuna Barnes. En 1932, Henriette Alice McCrea-Metcalf soutient financièrement les études d'art de Thelma Wood à Florence avant de retourner aux États-Unis. 
Le roman Le Bois de la nuit de Djuna Barnes est publié en 1936, l'autrice y dépeint sa relation avec l'artiste.  Thelma Wood y est nommée Robin Vote,. Lors de la sortie, Thelma Wood, indignée, se serait sentie mal représentée et aurait prétendu que la publication du livre avait ruiné sa vie.
Au bout de seize ans de relation, Thelma Wood et Henriette Alice McCrea-Metcalf se quittent. Henriette Alice McCrea-Metcal offre de l'argent à Thelma Wood pour quitter leur maison partagée.
Par la suite, Thelma Wood se met en couple avec Margaret Behrens, une agent immobilier et antiquaire, elles finissent leurs vies ensemble.

### Décès et héritage
Thelma Wood meurt d'un cancer du sein métastasé à l'hôpital Danbury en 1970. Ses cendres sont enterrées dans le terrain de la famille Behrens à Bridgeport (Connecticut).

## Reconnaissance
En 2018, l'autrice Sarah Schulman dédie son roman Maggie Terry, en 2018, à Thelma Wood. Dans un entretien, elle déclare que Thelma Wood est « historiquement, l'une des pires copines du monde. Elle était la mauvaise petite amie de Djuna Barnes et elle l'a rendue tellement folle qu'elle est devenue sa muse. Le livre est donc dédié aux mauvaises copines. »